# Boutigny-sur-Essonne
Boutigny-sur-Essonne är en kommun i departementet Essonne i regionen Île-de-France i norra Frankrike. Kommunen ligger i kantonen La Ferté-Alais som tillhör arrondissementet Étampes. År 2022 hade Boutigny-sur-Essonne 3 048 invånare.

## Befolkningsutveckling
Antalet invånare i kommunen Boutigny-sur-Essonne
| Referens: INSEE |